# 迪米·奧戈伊納
迪米·奧戈伊納（英語：Dimie Ogoina，1974年2月2日—）是一名尼日利亞醫生和科學家。他是尼日三角洲大學的醫學教授及其教學醫院的首席醫療主任。他是奈及利亞傳染病協會的主席。

## 生平
奧戈伊納在奈及利亞拉各斯的一所高中就讀。他在阿馬杜貝洛大學完成內外全科醫學士課程，指導教授為拉斯洛·埃格勒（Laszlo Egler）和傑弗瑞·奧尼梅魯克韋（Geoffrey Onyemelukwe）
實習期結束後，奧戈伊納在喬斯的賓漢姆大學教學醫院的愛滋病診所擔任講師和顧問醫生。隨後，他加入尼日三角洲大學和其教學醫院，在那裡他曾擔任過多個職務，包括系主任、醫學院教務長、醫學諮詢委員會主席和首席醫療總監。他是一名醫學教授。奧戈伊納主要研究愛滋病和抗生素抗藥性。2017年，他發表了猴痘奈及利亞疫情的演說。截至2023年，他是奈及利亞傳染病協會的現任主席。2023年4月，奧戈伊納因其科學貢獻和全球健康平等努力而被《時代》雜誌評為全球百大最具影響力人物之一。